# Neu! '75
Albums de Neu!
Neu! 2
(1973) Neu! 4
(1996)
Neu! '75 est un album de Neu!, sorti en 1975.
Après la sortie des deux premiers albums, le duo Neu! se sépare en 1972, mais se reforme moins de trois ans plus tard pour réaliser cet album qui marque les différences entre eux. La première face correspond à la musique ambient de Rother, tandis que la face 2 contient le son punk de Dinger, dont la chanson Hero. Cette dernière inspirera de nombreux artistes.

## L'album
Il fait partie des 1001 albums qu'il faut avoir écoutés dans sa vie, d'après l'ouvrage de Robert Dimery. 

### Titres
Tous les titres sont de Klaus Dinger et Michael Rother. 

#### Face A
1. Isi (5:06)
2. Seeland (6:54)
3. Leb' Wohl (8:50)

#### Face B
1. Hero (7:11)
2. E-Musik (9:57)
3. After Eight (4:44)

### Musiciens
- Michael Rother : guitare, claviers, voix
- Klaus Dinger : batterie, guitare, voix
- Thomas Dinger : batterie
- Hans Lampe : batterie